# Ludwig von Fabini
Ludwig Hermann von Fabini (6. července 1861 Mediaș (Medgyes), Sedmihradsko – 11. prosince 1937 Temešvár) byl rakousko-uherský generál. V c. k. armádě sloužil od roku 1882 a jako štábní důstojník vystřídal působení u různých posádek v celé monarchii, byl také úředníkem u centrálních institucí ve Vídni. Za první světové války bojoval v Itálii a v roce 1918 dosáhl hodnosti generála pěchoty. V závěru války byl velitelem na východní frontě, po rozpadu monarchie byl penzionován (1919) a od té doby žil v soukromí.

## Životopis

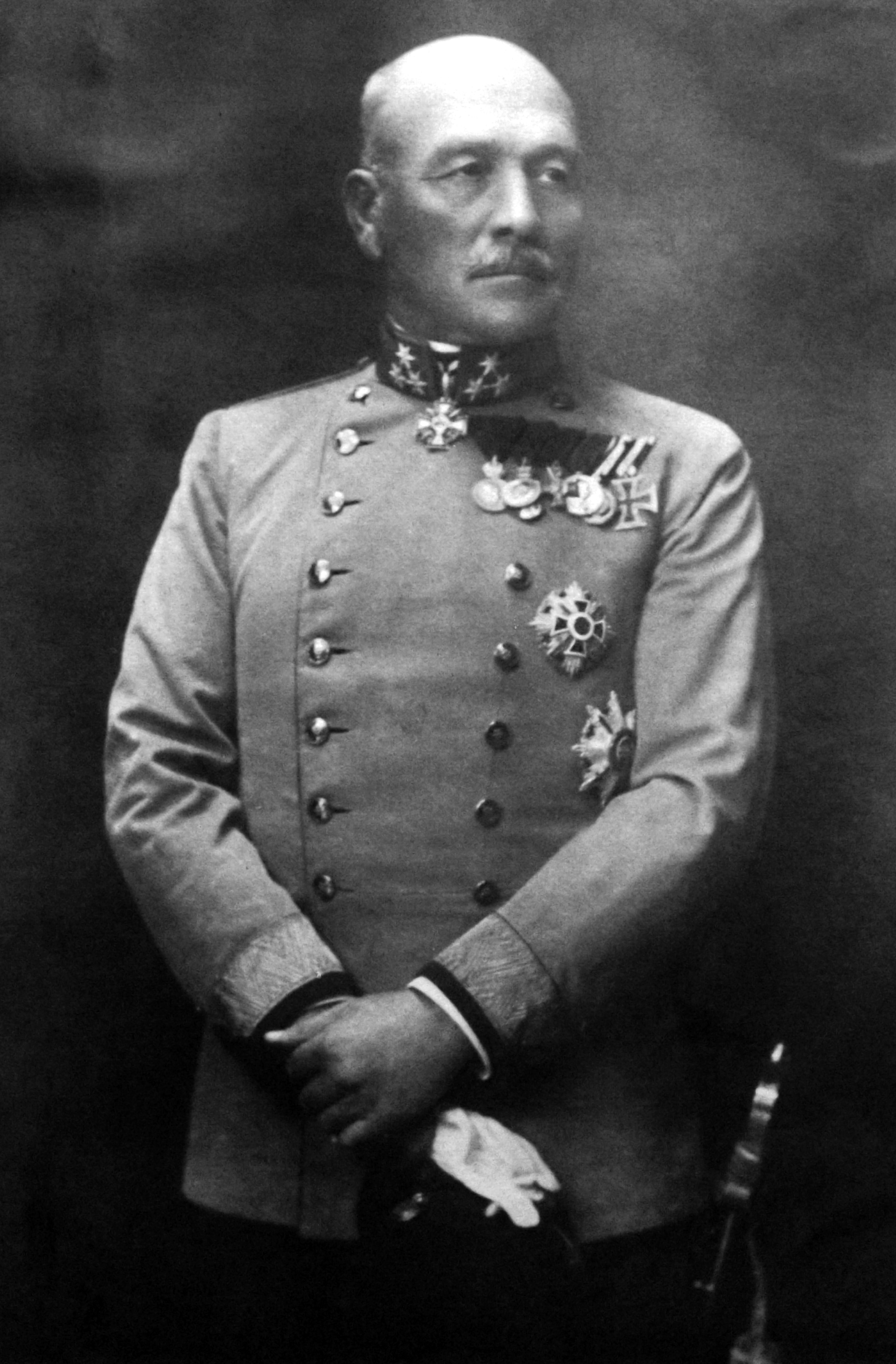
Ludwig von Fabini

Pocházel z italské rodiny usazené v Sedmihradsku, byl synem středoškolského profesora Johanna Fabiniho (1825–1899), matka Josefa, rozená Aunerová (1832–1901) byla dcerou starosty v Mediașu, Ludwigově rodišti. Zde také absolvoval základní vzdělání, poté studoval na vojenské škole v Praze (1878–1880). Jako poručík byl zařazen k pěšímu pluku č. 36 v Praze (1879). V letech 1887–1889 si doplnil vzdělání na Válečné škole (K.u.k. Kriegschule) ve Vídni a jako nadporučík byl přidělen k důstojnickému sboru generálního štábu. Jako štábní důstojník působil ve Lvově, Vídni, Innsbrucku a Prešpurku, mezitím postupoval v hodnostech a jako kapitán (1893) pracoval tři roky na ministerstvu války, poté byl přeložen k 48. pěšímu pluku v Prešpurku. Krátce zastával funkci šéfa štábu 33. pěší divize v Komárně a téhož roku byl jako major (1899) přidělen do císařské vojenské kanceláře. V roce 1902 byl povýšen na podplukovníka a byl velitelem praporu 14. pěšího pluku v Bregenzu. Jako plukovník (1905) poté strávil delší dobu jako šéf štábu 5. armádního sboru v Prešpurku (1906–1911).

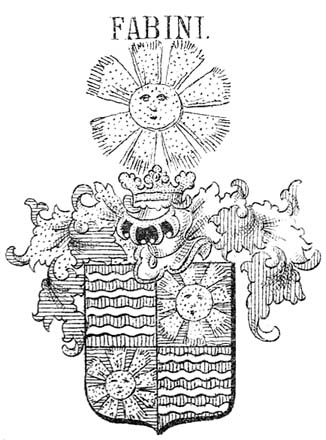
Erb rodu Fabini

V roce 1911 byl povýšen na generálmajora a převzal velení 11. pěší brigády u 3. armádního sboru ve Štýrském Hradci. Na začátku první světové války byl se svou brigádou povolán na východní frontu, kde se zúčastnil bojů v Haliči. V září 1914 se stal velitelem 8. pěší divize a k datu 1. listopadu 1914 byl povýšen na polního podmaršála. Bojoval v Karpatech a v prosinci 1914 vedl protiútok v bitvě u Limanowe–Łapanówa. V létě 1915 byl se svou divizí převelen na italskou frontu, kde se zúčastnil ofenzívy v Tyrolsku. Od srpna 1916 byl velitelem 6. armádního sboru a nakonec v lednu 1917 převzal velení 17. armádního sboru na Dněstru. Zúčastnil se obrany proti Kerenského ofenzívě a k datu 1. března 1918 byl povýšen do hodnosti generála pěchoty. Nakonec vedl závěrečné boje rakousko-uherské armády na Ukrajině.
K datu 1. ledna 1919 byl v armádě penzionován, poté žil střídavě ve svém rodišti a ve Štýrském Hradci, nakonec se v roce 1934 usadil v Temešváru, kde také zemřel. Uplatnil se mimo jiné jako spisovatel a byl autorem několika publikací autobiografického charakteru z doby první světové války.
Jeho strýcem byl Ludwig Fabini (1830–1906), který byl také rakousko-uherským generálem. Další strýc Teofil Fabini (1822–1908) byl právníkem a v letech 1886–1889 ministrem spravedlnosti Uherského království.

## Tituly a ocenění
V roce 1912 byl povýšen do šlechtického stavu (Edler von Fabini). Během vojenské kariéry získal řadu vyznamenání v Rakousku-Uhersku i od zahraničních panovníků.
- Jubilejní pamětní medaile (1898)
- Vojenská záslužná medaile (1902)
- Řád železné koruny III. třídy (1904)
- Vojenský jubilejní kříž (1908)
- rytířský kříž Leopoldova řádu (1909)
- Řád železné koruny II. třídy s válečnou dekorací (1915)
- Vojenský záslužný kříž II. třídy s válečnou dekorací (1916)
- Řád železné koruny I. třídy s válečnou dekorací (1917)
- velkokříž Leopoldova řádu s válečnou dekorací (1917)
- Vyznamenání za zásluhy o Červený kříž (1918)

- Řád Albrechtův (Sasko, 1903)
- Řád pruské koruny II. třídy (Německo, 1903)
- Železný kříž II. třídy (Německo, 1915)